# Edward Curtis Franklin
Edward Curtis Franklin (* 1. März 1862 in Geary County, Kansas; † 13. Februar 1937) war ein US-amerikanischer Chemiker.
Franklin studierte ab 1884 an der Kansas State University mit dem Bachelor-Abschluss in Chemie 1888 und an der Universität Berlin bei August Wilhelm von Hofmann von 1890 bis 1891, während er 1888 bis 1893 Assistent an der Kansas State war. Danach ging er an die Johns Hopkins University, an der er 1894 bei Ira Remsen mit der Arbeit On the action of ortho-and meta-diazo-ben-zene-sulphonic acids on methyl and ethyl alcohol. With some observations on the action of nitric acid certain alkoxy-benzene-sulphon-amides promoviert wurde, wonach er Associate Professor an der Kansas State war, bis auf ein Jahr als Chemiker und Leiter eines Bergwerks bei einer Bergbaugesellschaft in Costa Rica. 1903 wurde er Professor an der Stanford University. Außerdem leitete er 1911 bis 1913 das Amt für Öffentliche Gesundheit des Bundesstaats Washington.
Franklin war in Stanford für ausgefeilte Vorlesungsexperimente nach Vorbild seines Lehrers Hofmann bekannt. Er befasste sich vor allem mit Stickstoff-Chemie (Ammoniak und dessen Verbindungen).
Er erhielt die William H. Nichols Medal und 1932 die Willard Gibbs Medal, war Präsident der American Chemical Society und Mitglied der National Academy of Sciences, der American Academy of Arts and Sciences (1921) und der American Philosophical Society (1912). Er war Ehrengast der British Association for the Advancement of Science bei deren Treffen in Johannesburg und Melbourne.
Er war passionierter Bergsteiger und unternahm viele Expeditionen in entlegene Gebiete.